# 万里小路惟房
万里小路 惟房（までのこうじ これふさ）は、戦国時代の公卿・歌人。内大臣・万里小路秀房の子。官位は正二位・内大臣。号は崇恩院。万里小路家11代当主。

## 経歴
永正10年（1513年）、万里小路秀房の子として誕生。正親町天皇の従兄弟にあたる。
天文8年（1539年）12月25日に参議となる。従兄弟である正親町天皇の勅使として、織田信長と接渉し、難しい時代の朝廷運営を支えた。元亀4年（1573年）に薨去するが、それに先立って内大臣に任ぜられた。
三条西実枝と並び、この時代を代表する教養人として名が知られていた。諸芸に秀でていたが特に書道と歌道に優れ、格調高く迫力迫る和歌懐紙等が大名家に伝来している。室町時代の公家の気骨を知る上で、きわめて重要な書物である。また千利休が活躍した安土桃山時代の公卿でもあり、惟房の和歌懐紙の掛け幅は、現在の茶道において極めて珍重されている。

## 系譜
- 父：万里小路秀房
- 母：不詳
- 正室：畠山家俊の娘
  - 男子：万里小路輔房（1542-1573）
- 生母不明の子女
  - 女子：伏見宮貞康親王御息所
  - 女子：今出川晴季室